# Peralada
Peralada ist eine katalanische Gemeinde in der Provinz Girona im Nordosten Spaniens. Sie liegt etwa sieben Kilometer nordöstlich von Figueres, dem Hauptort der Comarca Alt Empordà.

## Gemeindegliederung
Peralada besteht aus folgenden Ortsteilen:
- Peralada
- Vilanova de la Muga
- Urbanización Club de Golf Perelada

## Sehenswürdigkeiten
Im Castell de Peralada, das im 14. Jahrhundert erbaut wurde und Sitz der Familie  Rocabertí war, befindet sich heute ein Spielkasino, außerdem ist eine lokale Wein- und Sektmarke nach dem Schloss benannt. Zum Schlossensemble gehört ein etwa 33.000 Quadratmeter großer Park, der ab dem Jahr 1877 durch den Landschaftsarchitekten François Duvilliers gestaltet wurde; seit Mai 2011 kann der Schlosspark im Rahmen einer Führung öffentlich besichtigt werden.

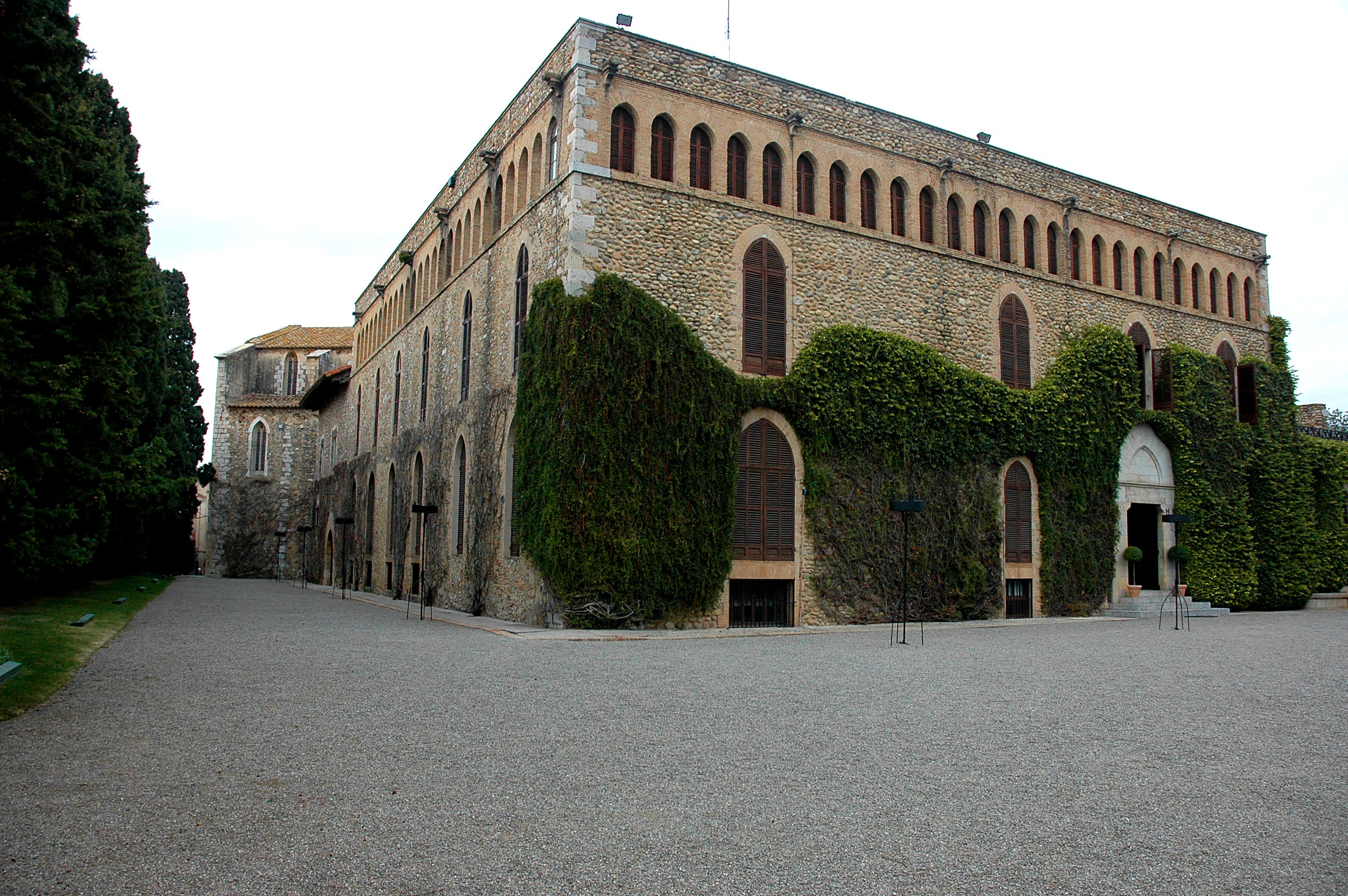
Convent del Carme

Der Convent del Carme, ein Kloster aus dem 13. Jahrhundert das drei Museen beherbergt: Das Museu del Vi (Weinmuseum), das Museu del Vidre (Glasmuseum) und die Bliblioteca de Peralada (Bibliothek von Peralada). Letztere umfasst über 80.000 Bände, darunter eine 1000 Bände große Sammlung von Ausgaben des Don Quijote.
Im historischen Ortskern befindet sich das Kloster-Museum Sant Domènec, mit einem romanischen Kreuzgang aus dem 12. Jahrhundert.

## Söhne und Töchter der Gemeinde
- Ramon Muntaner (1265–1336), Söldner, Schriftsteller und Politiker
- Juan Tomás de Rocaberti (1627–1699), Erzbischof von Valencia und Großinquisitor von Spanien
- Melcior de Ferrer i de Manresa (1821–1884), Komponist
- Josep Serra i Bonal (1874–1939), Musiker und Komponist
- Josep Cervera i Bret (1883–1969), Kontrabassist und Komponist
- Joaquim Serra i Corominas (1907–1957), Komponist und Pianist

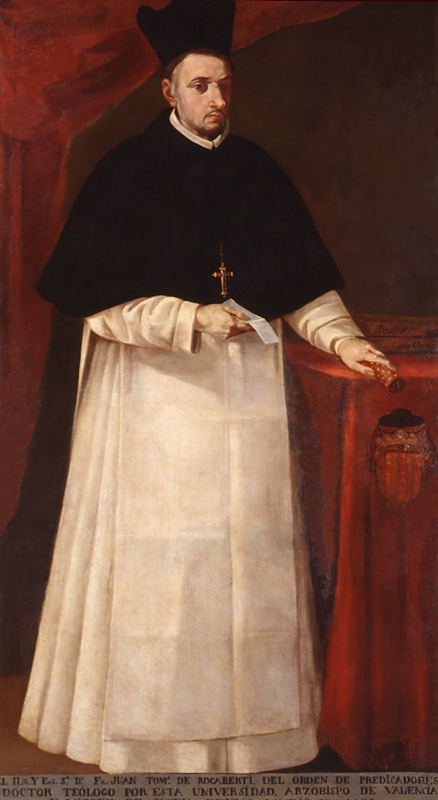
Juan Tomás de Rocaberti